# Дюксель
Дюксе́ль (фр. duxelles) — мелко нарезанная смесь грибов или грибных ножек, репчатого лука или шалота, и трав (таких, как тимьян, петрушка, чёрный перец), зажаренная в масле и выпаренная до состояния пасты. Иногда к смеси ещё добавляют сливки, немного мадеры или хереса. Это простая заготовка для фарширования, соусов (в особенности в биф Веллингтоне) или гарнира. Одноимённый соус готовят на основе дюкселя с рубленой зеленью и белым вином. Дюксель также можно использовать как начинку для приготовления пикантного тарта.
Дюксель готовят из культивируемых (или лесных) грибов, в зависимости от рецепта. Приготовленный на основе лесных белых грибов дюксель будет более душистым, чем если за основу взять белые (или коричневые) шампиньоны.
Утверждается, что дюксель изобрел в XVII веке французский шеф-повар Франсуа Пьер де Ла Варен (1615—1678), а своё название блюдо получило в честь его нанимателя, маршала Франции Николя Шалона дю Бле, маркиза д’Юксель (d’Uxelles,). Во многих классических кулинарных книгах дюксель определяется как сушёные грибы, которые используют для фарширования, в том числе шампиньонов, или начинки для выпечки. Согласно Огюсту Эскофье, грибы обезвоживают для улучшения вкуса и уменьшения содержания воды в блюде. При приготовлении блюда из свежих грибов выделяется огромное количество пара по отношению к их объёму. Из-за этого блюда с начинкой из свежих грибов от давления пара могут потрескаться или даже взорваться.